# 밀비우스 다리 전투
밀비우스 다리 전투(영어: Battle of the Milvian Bridge)는 312년 10월 28일 로마 황제 콘스탄티누스 1세와 막센티우스가 로마 근교의 밀비우스 다리에서 벌인 전투를 말한다. 이 전투에서 콘스탄티누스는 승리하고 이후 사두정치체제를 끝내고 로마 제국의 단독 황제로 집권하는 길을 걷게 되고 상대편인 막센티우스는 결국 전사하였다.
기독교 전설로 이 다리의 전투에서 콘스탄티누스가 라바룸을 처음 사용하여 기독교 신의 도움으로 이겼다는 전설이 있다.
이 전설은 기독교인들에게 많은 영감을 주었는데 그 내용은 밀비우스 다리 전투의 전날 밤 콘스탄티누스의 꿈에 예수 그리스도가 나타나 내일의 전투에서 이긴다고 하였고 그리스도(그리스어: ΧΡΙΣΤΟΣ 크리스토스[*])를 나타내는 문자 가운데 첫 두 문자인 카이(Χ)와 로(Ρ)를 합친 문자 라바룸을 병사들의 방패에 그리게 하라고 조언하였다고 한다. 이를 충실히 따른 콘스탄티누스가 결국 전투에서 승리하였다는 전설이다.